# 古畑恵介
古畑 恵介（ふるはた けいすけ、3月30日 - ）は、日本の俳優、声優。静岡県熱海市出身。

## 略歴
全国高校生短歌大会（短歌甲子園）に出場し、2009年の第4回大会では準優勝、2010年の第5回大会では団体戦話題賞を受賞した。2014年にソニー・ミュージックアーティスツ主催のアニメオーディション「第3回アニストテレス」にて優秀賞を受賞。予定ではグランプリは1名と決まっていたが、急遽設けられた優秀賞が授与された。
2016年に「ツキプロ Music Grand Prix 2016」のオーディションを経て新人男性声優プロジェクト「ツキクラ」のメンバーに選ばれた。
2019年9月30日を以て、ソニー・ミュージックアーティスツとのマネジメント契約満了。
2021年3月1日よりオレンジに所属。声優部門についてはヴイ・フォークと業務提携する。
2023年3月1日、オレンジを退所、業務提携していたヴイ・フォークに移籍を発表。
2023年12月28日、12月31日をもってヴイ・フォークを退所したことを自身のSNSにて発表。同日所属事務所の公式サイトも退所を発表。

## 人物
趣味は生花、歌唱。特技は短歌、俳句。

## 出演
太字はメインキャラクター

### テレビアニメ
- 実は私は（2015年、職員[13]）
- ツキウタ。 THE ANIMATION（2016年、スタッフ[14]）
- アイドルマスター SideM（2017年、橘志狼[15]）
- アイドルマスター SideM 理由あってMini!（2018年、橘志狼[16][17]）
- 即死チートが最強すぎて、異世界のやつらがまるで相手にならないんですが。（2024年、マサキ[18]）
- 天久鷹央の推理カルテ（2025年[14]）
- 薫る花は凛と咲く（2025年、宍戸俊也[19]、千鳥生徒[15]）

### ゲーム
2010年代
- アイドルマスター SideM（2016年 - 2023年、橘志狼）
- アイドルマスター SideM LIVE ON ST@GE!（2017年 - 2020年、橘志狼）
- 一血卍傑-ONLINE-（2018年、オジゾウサマ）
- 忍ノSAGA（2018年、各務士郎）
- REALIVE!〜帝都神楽舞隊〜（2019年、皆川風汰）

2020年代
- アイドルマスター ポップリンクス（2021年、橘志狼）
- アイドルマスター SideM GROWING STARS（2021年 - 2023年、橘志狼）
- Hello!! LEOSTUDIO（2022年、双海李樹）

### ドラマCD
- たません！～目玉焼きには何をかけるか？戦争～（2017年、ユタ）
- THE IDOLM@STER SideM ST@RTING LINE 13、14（2016年、橘志狼）
- Rigel vol.1 -encounter-（2017年、大崎イズモ）

### オーディオドラマ
- アイドルマスター SideM「315 PASSION CONTENTS」『CONNECT WITH MUSIC! 負けたくないって気持ち』（2023年、橘志狼）

### デジタルコミック
- 神さまと偽装カップルはじめました（2022年、神さま）
- キミの甘さじゃときめかない（2023年、宮地）

### 舞台

#### 2014年
- 天元突破グレンラガン 炎撃篇〜その1〜（2014年10月22日 - 27日、全労済ホールスペース・ゼロ）ギミー 役

#### 2015年
- STORM LOVER 〜波打ち際の王子SUMMER 改！〜（2015年5月23日 - 31日、CBGKシブゲキ!!）寅谷立夏 役
- レーカン!（2015年11月11日 - 15日、日本芸術専門学校大森校劇場）山田健太 役

#### 2016年
- マフィアモーレ☆（2016年2月3日 - 7日、新宿村LIVE）アリスガワ 役
- MarkerLight-Blue（2016年10月5日 - 10日、新宿シアターモリエール）アフェクシオン 役
- 鬼斬-the Powerful Performance-（2016年11月23日 - 27日、シアターサンモール）ヴェロニカ 役

#### 2017年
- MarkerLight-Blue Deeper（2017年5月3日 - 7日、シアターサンモール）アフェクシオン 役
- アイ★チュウ the Stage 〜Stairway to Etoile〜（2017年8月25日 - 27日、サンケイホールブリーゼ / 9月6日 - 10日、サンシャイン劇場）桃井恭介 役
- MarkerLight-Blue Crimson（2017年11月8日 - 12日、新宿村LIVE）アフェクシオン 役

#### 2018年
- ハンドシェイカー（2018年1月24日 - 28日、CBGKシブゲキ‼）主演・タヅナ 役
- ウソトリドリ（2018年3月14日 - 18日）宮田樹 役
- MarkerLight-Blue Blessed（2018年4月18日 - 22日、CBGKシブゲキ‼︎）アフェクシオン 役
- 本の門番〜ぶくぶく食堂物語〜《門番のはじまり編。》（2018年5月23日 - 27日、中目黒ウッディシアター）主演・シルヴァス 役
- 流さないラジオ（2018年6月19日 - 24日、コフレリオ新宿シアター）主演・八反田ミノル 役
- 勇者セイヤンの物語～ノストラダム男の大予言～（2018年7月25日 - 29日、CBGKシブゲキ!!）勇者1 役
- 忍ノSAGA（2018年8月15日 - 19日、CBGKシブゲキ‼︎）各務士郎 役
- おとぎ裁判（2018年9月27日 - 10月7日、俳優座劇場）ブルー 役
- ニル・アドミラリの天秤（2018年11月1日 - 11日、全労済ホール／スペース・ゼロ）鷺澤累 役
- 石川五右衛門外伝（2018年11月25日 - 12月2日、俳優座劇場）オサム 役
- 『あんさんぶるスターズ！オン・ステージ』〜Memory of Marionette〜（2018年12月 - 2019年2月、東京 / 京都 / 大阪 / 福岡 / 仙台）神崎颯馬 役[23]

#### 2019年
- W'z《ウィズ》（2019年4月10日 - 14日、シアターサンモール）タヅナ 役
- 音楽劇「Zip&Candy」（2019年7月4日 - 14日、俳優座劇場）カムバック 役
- ロックミュージカル「迷宮の扉」（2019年8月7日 - 12日、新宿シアターモリエール）テオ 役
- 青春フルスロットル（2019年8月28日 - 9月1日、バルスタジオ）吉野光徳 役
- 013（ゼロイチサン）（2019年9月21日 - 29日、新宿村LIVE）セタ（12番） 役
- 君に捧げる花ことば（2019年11月1日 - 10日、新宿サンモールスタジオ）主演・日下部樹也 役
- 逆鱗ディストラクション-極-（2019年12月11日 - 16日、シアターブラッツ）一ノ瀬 役

#### 2020年
- コロッケ（2020年1月9日 - 13日、萬劇場）立野健司 役
- 帝都メルヒェン探偵録〜幽霊屋敷のブレーメン〜（2020年1月29日 - 2月2日、池袋BIG TREE TEATER）宇崎善太郎 役
- 立ち呑みパラダイス2020～1970年大阪～（2020年2月17日 - 23日、池袋シアターグリーンBASE THEATER）主演・津田鉄也 役
- 淡海乃海 -現世を生き抜くことが業なれば-（2020年3月25日 - 29日、新宿村Live）主演・竹若丸 役
- 立ち呑みパラダイス～1975年天満商店街～（2020年7月1日 - 7月5日、上野ストアハウス）津田鉄也 役
- Three Kingdoms～魏国編～（2020年8月5日 - 8月10日、CBGKシブゲキ!!）陳宮 役
- 蒲田淳士の歪な就活（2020年9月12日 - 9月22日、ザ・ポケット）
- ふつう(仮)（2020年10月15日 - 10月25日、池袋 シアターKASSAI） 佐藤孝治 役
- 覚醒ノスタルジック-NEO-（2020年12月2日 - 7日、シアターブラッツ）八女 役

#### 2021年
- ぬいぐるみスピリット（2021年2月17日 - 2月21日、バルスタジオ）ファンタジア 役
- WELL～井戸の底から見た景色～（2021年4月6日 - 4月11日、新宿村LIVE）加藤隼人 役
- From Broadway with Love~ ブロードウェイより愛を込めて（2021年6月2日 - 6日、CBGKシブゲキ!!）アル 役
- コインランドリーシンドローム（2021年6月22日 - 27日、日暮里d-倉庫）
- デストルドー９〜アドゥレセンスの聖戦〜（2021年7月23日 - 7月25日、吉祥寺シアター）冴木貴洋 役
- 歌舞伎町ビターナイト（2021年9月29日 - 10月3日、高島平バルスタジオ）美咲明希 役
- チェンジオブワールド（2021年11月16日 - 21日、日暮里d-倉庫）主演・上野悠斗 役

#### 2022年
- 陰謀レジスタンス（2022年4月13日 - 4月18日、シアターブラッツ）エルビス 役
- ミュージカル『モンブラン～黄昏のROUTE69～』（2022年7月8日 - 7月10日、CBGKシブゲキ!!）冬馬 役
- いつか素敵なシネマのように2022（2022年8月11日 - 8月14日、ラゾーナ川崎プラザソル）神崎ヒロト、山田先生 役
- 『あの夏の飛行機雲』 -永南高校バスケットボール部-（2022年10月14日 - 10月23日、GARDEN新木場FACTORY）
- ミュージカル「クリスマスキャロル2023」（2022年12月7日 - 12月13日、東京キネマ倶楽部）天使ウリエル、フランソワ 役

#### 2023年
- MUSICAL 『リフレインする君の声〜encore 2023〜』（2023年1月19日 - 1月22日、六行会ホール）HIROMU 役
- Collapse Of Values（2023年3月28日 - 4月2日、劇場HOPE）
- クラド 弐心協奏（2023年6月1日 - 6月4日、六行会ホール）兼湖 役
- 立ち呑みパラダイス～昭和45年天満商店街～（2023年7月5日 - 7月9日、シアターグリーン BOX in BOX THEATER）津田鉄也 役
- 猫にチャカ-新宿編-（2023年9月14日 - 9月18日、オメガ東京）

### 朗読劇
- こゝろ（2019年5月1日、紀伊國屋サザンシアター）K 役
- レ・ミゼラブル（2019年8月5日、TOKYO FMホール）マリウス 役
- ロミオとジュリエット（2019年12月22日、サンシャイン劇場）ベンヴォーリオ 役
- マクベス（2020年11月28日、サンシャイン劇場）シーワード/魔女/ほか 役
- 同窓会（2020年12月9日 - 13日、アトリエファンファーレ東新宿）信玄/岡本/野呂 役
- WISH~奇跡を願う甘い夜~（2020年12月22日 - 27日、アトリエファンファーレ東新宿）トルテ 役
- Reading Theater「心理試験」（2021年6月10日 - 13日、浅草花劇場）笠森判事 役
- 恋人は公安刑事（2022年1月15日、赤坂レッドシアター）東雲歩 役
- 5 years after（2022年3月25日 - 27日、赤坂レッドシアター）
- THE IDOLM@STER SideM PASSIONABLE READING SHOW -超常事変〜対立スル正義〜-（2023年3月11日、武蔵野の森総合スポーツプラザ メインアリーナ） - 橘志狼 役[24]
- THE IDOLM@STER SideM PASSIONABLE READING SHOW ～天地四心伝～（2024年2月11日、幕張イベントホール） - 橘志狼 役[25]

### 番組
※はインターネット配信。
- ツキプロch.（2016年10月7日 ‐ 、TOKYO MX※）
- プンママと一緒（2017年5月1日 ‐ 7月17日、OPENREC.tv※）
- 舞台「ハンドシェイカー」〜お稽古アフタートーク〜（2017年12月25日、SHOWROOM※）
- ビストロボーイズ （2020年10月31日 、teket.jp※）
- 狩野翔の声優もMAGICBARにいる （2021年5月31日 ‐ 、nico※）
- Mission in B.A.C（2021年6月17日 、LINE LIVE※）
- Mission in B.A.C（2021年12月23日 、LINE LIVE※）
- 全力坂（2022年03月03日 、テレビ朝日）
- 全力坂（2022年03月17日 、テレビ朝日）

### ラジオ
※はインターネット配信。
- ゆめかわラジオ（2018年 ‐ 2019年、SMA VOICE ふるはタイムズ☆彡※）
- 佐藤祐吾・古畑恵介のFirst Step! - ウェイバックマシン（2019年6月1日アーカイブ分）（2019年 - 、音泉※）
- アイドルマスター SideM ラジオ 315プロNight!（2019年、ニコニコ生放送※）
- みつくんの新鮮アーティスト！生絞り！（2019年 - 、渋谷クロスFM※）
- 古畑恵介のはっぴーぱわーらじお!!!（2020年、HEAR※）[26]

### その他
- Hello!! LEOSTUDIO（2022年、双海李樹）[27]

## ディスコグラフィ

### キャラクターソング
| 発売日         | 商品名                                                                          | 歌 | 楽曲                                                                          | 備考                                                                                               |
| -------------- | ------------------------------------------------------------------------------- | --- | ----------------------------------------------------------------------------- | -------------------------------------------------------------------------------------------------- |
| 2016年10月26日 | THE IDOLM@STER SideM ST@RTING LINE -13 もふもふえん                             | もふもふえん | 「うぇるかむ・はぴきらパーク！」 「もっふ・いんざぼっくす♪」 「DRIVE A LIVE」 | ゲーム『アイドルマスター SideM』関連曲                                                             |
| 2016年11月16日 | THE IDOLM@STER SideM ORIGIN@L PIECES 01                                         | 橘志狼（古畑恵介） | 「新世代ワールド・ビッグスター！」                                            | ゲーム『アイドルマスター SideM』関連曲                                                             |
| 2017年2月1日   | Beyond The Dream                                                                | 315プロダクション所属アイドル | 「Beyond The Dream」                                                          | ゲーム『アイドルマスター SideM』関連曲                                                             |
| 2017年2月1日   | Beyond The Dream                                                                | 315プロダクション所属アイドル（フィジカル） | 「Beyond The Dream」                                                          | ゲーム『アイドルマスター SideM』関連曲                                                             |
| 2018年2月14日  | THE IDOLM@STER SideM 3rd ANNIVERSARY DISC 02 FRAME & もふもふえん & F-LAGS      | もふもふえん | 「伝えたいのはこんなきもち」                                                  | ゲーム『アイドルマスター SideM』関連曲                                                             |
| 2018年2月14日  | THE IDOLM@STER SideM 3rd ANNIVERSARY DISC 02 FRAME & もふもふえん & F-LAGS      | FRAME、もふもふえん、F-LAGS | 「Compass Gripper!!!」                                                        | ゲーム『アイドルマスター SideM』関連曲                                                             |
| 2018年2月24日  | THE IDOLM@STER SideM 3rd ANNIVERSARY SOLO COLLECTION 02                         | 橘志狼（古畑恵介） | 「伝えたいのはこんなきもち」                                                  | ゲーム『アイドルマスター SideM』関連曲                                                             |
| 2018年8月8日   | THE IDOLM@STER SideM WORLD TRE@SURE 03                                          | 橘志狼（古畑恵介）、硲道夫（伊東健人）、牙崎漣（小松昌平） | 「Baile Apasionado」 「MEET THE WORLD!（SPAIN Ver.）」                        | ゲーム『アイドルマスター SideM LIVE ON ST@GE!』関連                                                |
| 2018年11月14日 | THE IDOLM@STER SideM WakeMini! MUSIC COLLECTION 01                              | 315 STARS（フィジカル Ver.） | 「LET'S GO!!」                                                                | テレビアニメ『アイドルマスター SideM 理由あってMini!』エンディングテーマ                           |
| 2019年3月15日  | THE IDOLM@STER SideM WakeMini! SOLO COLLECTION 01 PHYSICAL Ver.                 | 橘志狼（古畑恵介） | 「LET'S GO!!」                                                                | テレビアニメ『アイドルマスター SideM 理由あってMini!』関連曲                                       |
| 2019年5月10日  | THE IDOLM@STER SideM 4th ANNIVERSARY DISC「LIVE in your SMILE / DREAM JOURNEY」 | DRAMATIC STARS、Jupiter、Beit、High×Joker、Café Parade、もふもふえん、F-LAGS | 「DREAM JOURNEY」                                                             | ゲーム『アイドルマスター SideM』関連曲                                                             |
| 2019年10月2日  | Virgin Sky/愛がある限りここにいる                                               | 帝都東神楽舞隊基地・所属舞官 | 「Virgin Sky」                                                                | ゲーム『REALIVE!〜帝都神楽舞隊〜』オープニングテーマ                                               |
| 2019年10月2日  | Virgin Sky/愛がある限りここにいる                                               | 帝都東神楽舞隊基地・所属舞官 | 「愛がある限りここにいる」                                                    | ゲーム『REALIVE!〜帝都神楽舞隊〜』エンディングテーマ                                               |
| 2019年12月18日 | THE IDOLM@STER SideM 5th ANNIVERSARY DISC 01 PRIDE STAR                         | 315 ALLSTARS | 「PRIDE STAR」 「DRIVE A LIVE」 「Reason!!」 「GLORIOUS RO@D」                | ゲーム『アイドルマスター SideM』関連曲                                                             |
| 2020年2月19日  | THE IDOLM@STER SideM 5th ANNIVERSARY DISC 03 W&Café Parade&もふもふえん         | もふもふえん | 「はんどめいど・きみはーと！」                                                | ゲーム『アイドルマスター SideM』関連曲                                                             |
| 2020年2月19日  | THE IDOLM@STER SideM 5th ANNIVERSARY DISC 03 W&Café Parade&もふもふえん         | W、Café Parade、もふもふえん | 「ミュージアムジカ」                                                          | ゲーム『アイドルマスター SideM』関連曲                                                             |
| 2020年3月6日   | THE IDOLM@STER SideM 5th ANNIVERSARY UNIT COLLECTION -PRIDE STAR-               | もふもふえん | 「PRIDE STAR」                                                                | ゲーム『アイドルマスター SideM』関連曲                                                             |
| 2020年8月26日  | THE IDOLM@STER SideM 5th ANNIVERSARY SOLO COLLECTION 02                         | 橘志狼（古畑恵介） | 「はんどめいど・きみはーと！」                                                | ゲーム『アイドルマスター SideM』関連曲                                                             |
| 2020年10月7日  | THE IDOLM@STER SideM NEW STAGE EPISODE:01 もふもふえん                          | もふもふえん | 「わんだー×まーちんぐ！」 「NEXT STAGE!」                                     | ゲーム『アイドルマスター SideM』関連曲                                                             |
| 2020年10月21日 | ビーストクロニクル 〜Risin' Soul〜                                              | 大河タケル（寺島惇太）、古論クリス（駒田航）、秋山隼人（千葉翔也）、橘志狼（古畑恵介）、舞田類（榎木淳弥）、兜大吾（浦尾岳大） | 「Braver Beat」                                                               | ゲーム『アイドルマスター SideM』関連曲                                                             |
| 2021年2月7日   | THE IDOLM@STER SideM UNIT COLLECTION -MEET THE WORLD!-                          | 315 ALLSTARS | 「MEET THE WORLD!」                                                           | ゲーム『アイドルマスター SideM』関連曲                                                             |
| 2021年2月7日   | THE IDOLM@STER SideM UNIT COLLECTION -MEET THE WORLD!-                          | もふもふえん | 「MEET THE WORLD!」                                                           | ゲーム『アイドルマスター SideM』関連曲                                                             |
| 2021年9月29日  | THE IDOLM@STER SideM GROWING SIGN@L 01 Growing Smiles!                          | 315 ALLSTARS | 「Growing Smiles!」 「DRIVE A LIVE」 「Beyond The Dream」 「NEXT STAGE!」     | ゲーム『アイドルマスター SideM GROWING STARS』関連曲                                               |
| 2022年1月8日   | THE IDOLM@STER SideM UNIT COLLECTION -Growing Smiles!-                          | もふもふえん | 「Growing Smiles!」                                                           | ゲーム『アイドルマスター SideM GROWING STARS』関連曲                                               |
| 2022年3月12日  | THE IDOLM@STER SideM PASSION@TE FORMATION -PHYSICAL-                            | 315 STARS（フィジカルVer.） | 「RED HOT BEAT!!」                                                            | ゲーム『アイドルマスター SideM GROWING STARS』関連曲                                               |
| 2022年3月12日  | THE IDOLM@STER SideM PASSION@TE FORMATION -PHYSICAL-                            | 橘志狼（古畑恵介） | 「RED HOT BEAT!!」                                                            | ゲーム『アイドルマスター SideM GROWING STARS』関連曲                                               |
| 2022年5月11日  | THE IDOLM@STER SideM GROWING SIGN@L 07 もふもふえん                             | もふもふえん | 「はるかぜバトン」 「そだてっ！たいむかぷせる」                               | ゲーム『アイドルマスター SideM GROWING STARS』関連曲                                               |
| 2022年12月3日  | THE IDOLM@STER SideM GROWING SIGN@L SOLO COLLECTION 02                          | 橘志狼（古畑恵介） | 「はるかぜバトン」                                                            | ゲーム『アイドルマスター SideM GROWING STARS』関連曲                                               |
| 2022年12月21日 | THE IDOLM@STER SideM GROWING SIGN@L 15 Take a StuMp!                            | 315 ALLSTARS | 「Take a StuMp!」                                                             | ゲーム『アイドルマスター SideM GROWING STARS』関連曲                                               |
| 2023年2月11日  | THE IDOLM@STER SideM UNIT COLLECTION -Take a StuMp!-                            | もふもふえん | 「Take a StuMp!」                                                             | ゲーム『アイドルマスター SideM GROWING STARS』関連曲                                               |
| 2023年3月11日  | 幻想のUtopia/安寧のDystopia                                                     | 天ヶ瀬冬馬（寺島拓篤）、伊集院北斗（神原大地）、都築圭（土岐隼一）、神楽麗（永野由祐）、渡辺みのり（高塚智人）、信玄誠司（増元拓也）、華村翔真（バレッタ裕）、清澄九郎（中田祐矢）、伊瀬谷四季（野上翔）、神谷幸広（狩野翔）、卯月巻緒（児玉卓也）、水嶋咲（小林大紀）、橘志狼（古畑恵介）、舞田類（榎木淳弥）、山下次郎（中島ヨシキ）、円城寺道流（濱野大輝）、兜大吾（浦尾岳大）、九十九一希（比留間俊哉）、葛之葉雨彦（笠間淳）、北村想楽（汐谷文康） | 「安寧のDystopia」                                                            | 舞台『THE IDOLM@STER SideM PASSIONABLE READING SHOW -超常事変〜対立スル正義〜-』エンディングテーマ |
| 2023年7月26日  | THE IDOLM@STER SideM 49 ELEMENTS -14 S.E.M                                      | もふもふえん | 「もふ・きゅ～と・デイズ☆」                                                   | ゲーム『アイドルマスター SideM GROWING STARS』関連曲                                               |
| 2023年7月26日  | THE IDOLM@STER SideM 49 ELEMENTS -14 S.E.M                                      | 橘志狼（古畑恵介） | 「リトルマイシューズ」                                                        | ゲーム『アイドルマスター SideM GROWING STARS』関連曲                                               |
| 2023年10月28日 | THE IDOLM@STER SideM 8th STAGE THEME SONG「Hands & Claps!」                     | 315 ALLSTARS | 「Hands & Claps!」                                                            | ライブイベント『THE IDOLM@STER SideM 8th STAGE 〜ALL H@NDS TOGETHER〜』テーマソング                |
| 2023年10月28日 | THE IDOLM@STER SideM 8th STAGE THEME SONG「Hands & Claps!」                     | 315 STARS（フィジカルVer.） | 「Hands & Claps!」                                                            | ライブイベント『THE IDOLM@STER SideM 8th STAGE 〜ALL H@NDS TOGETHER〜』テーマソング                |
| 2024年1月31日  | THE IDOLM@STER SideM CIRCLE OF DELIGHT 04 もふもふえん                          | もふもふえん | 「からふる・とれじゃ～わ～るど！」 「もふデビ★うぉんてっど」                  | 『アイドルマスター SideM』関連曲                                                                   |
| 2024年7月13日  | THE IDOLM@STER SideM CIRCLE OF DELIGHT SOLO COLLECTION 01                       | 橘志狼（古畑恵介） | 「からふる・とれじゃ～わ～るど！」                                            | 『アイドルマスター SideM』関連曲                                                                   |
| 2024年7月13日  | THE IDOLM@STER SideM 9th STAGE THEME SONG「Gather Round!」                      | 315 ALLSTARS | 「Gather Round!」                                                             | ライブイベント『THE IDOLM@STER SideM 9th STAGE ～MIR＠-CIRCLE CRESCENDO～』テーマソング            |
| 2024年7月13日  | THE IDOLM@STER SideM 9th STAGE THEME SONG「Gather Round!」                      | 315 STARS（フィジカルVer.） | 「Gather Round!」                                                             | ライブイベント『THE IDOLM@STER SideM 9th STAGE ～MIR＠-CIRCLE CRESCENDO～』テーマソング            |

## ライブ・イベント
| 出演日           | タイトル                                                                 | 会場                                        | 備考                               |
| 2016             | 2016                                                                     | 2016                                        | 2016                               |
| ---------------- | ------------------------------------------------------------------------ | ------------------------------------------- | ---------------------------------- |
| 11月3日          | ツキクラ デビューシングル「未来のPiece」予約特典会                       | 埼玉県・大宮アルシェ 1Fイベントステージ     | ツキクラ                           |
| 11月5日          | ツキクラ デビューシングル「未来のPiece」予約特典会                       | 東京都・HMVエソラ池袋 店内イベントスペース  | ツキクラ                           |
| 11月6日          | AGF2016「ツキノ芸能プロダクション 出張所」                               | 池袋・サンシャインシティ                    | ツキクラ                           |
| 11月19日         | THE IDOLM@STER SideM ST@RTING LINE 13・14・15のCD発売記念イベント        | 都内近郊                                    | ゲーム『アイドルマスター SideM』   |
| 12月4日          | ツキクラ デビューシングル「未来のPiece」予約特典会                       | 東京スカイツイリータウン・ソラマチ          | ツキクラ                           |
| 12月6日          | LisOeuf♪ Party! 2016 – WINTER -                                          | TOKYO DOME CITY HALL                        | ツキクラ                           |
| 12月11日         | ツキクラ デビューシングル「未来のPiece」予約特典会                       | タワーレコード 津田沼店                     | ツキクラ                           |
| 2017             |                                                                          |                                             |                                    |
| 2月12日          | THE IDOLM@STER SideM 2nd STAGE ~ORIGIN@L STARS                           | 幕張メッセ イベントホール                   | ゲーム『アイドルマスター SideM』   |
| 2月14日          | Rigel 「Break It Down」CD発売記念バレンタインイベント                    | タワーレコード池袋店 6Fイベントスペース     | ツキクラ                           |
| 2月19日          | TSUKIPRO LIVE 2017 ～After Valentine～                                   | パストラルかぞ                              | ツキクラ                           |
| 4月23日          | Rigel/Regulus スペシャルイベント                                         | 都内某所                                    | ツキクラ                           |
| 5月30日 - 6月4日 | お笑いイベント「MONSTER LIVE！」                                         | 新宿 シアターモリエール                     | -                                  |
| 6月11日          | 劇団ジャングル第7幕 ～初の新人公演『マドンナが選ぶのは僕だ！』体育祭編～ | 大阪日本橋 インディペンデントシアター2nd    | ツキクラ                           |
| 2018             |                                                                          |                                             |                                    |
| 2月3日           | THE IDOLM@STER SideM 3rdLIVE TOUR〜GLORIOUS ST@GE!〜                     | 幕張イベントホール                          | ゲーム『アイドルマスター SideM』   |
| 2月10日          | DVD「劇団アルタイル SPRING FESTIVAL 2017」発売記念イベント               | アニメイトAKIBAガールズステーション         | ツキクラ                           |
| 2月24 - 25日     | THE IDOLM@STER SideM 3rdLIVE TOUR〜GLORIOUS ST@GE!〜                     | ゼビオアリーナ仙台                          | ゲーム『アイドルマスター SideM』   |
| 3月25日          | THE IDOLM@STER SideM 3rdLIVE TOUR〜GLORIOUS ST@GE!〜                     | 西日本総合展示場 新館 A・B・C               | ゲーム『アイドルマスター SideM』   |
| 3月31日          | 古畑恵介 バースデーイベント                                              | 渋谷gee-ge                                  | -                                  |
| 4月7日           | 舞台「ハンドシェイカー」アフターイベント                                 | 目黒パーシモンホール 小ホール               | -                                  |
| 2019             |                                                                          |                                             |                                    |
| 4月6日           | 古畑恵介バースデーライブ〜Bouquet, for You〜                             | 国立音楽院 KMAパラダイスホール              | -                                  |
| 5月11 - 12日     | THE IDOLM@STER SideM 4thSTAGE ～TRE@SURE GATE～                          | さいたまスーパーアリーナ                    | ゲーム『アイドルマスター SideM』   |
| 6月22日          | 20th Anniversary Live ランティス祭り２０１９ A・R・I・G・A・T・O ANISONG | 幕張メッセ国際展示場 11ホール               | ゲーム『アイドルマスター SideM』   |
| 7月21日          | インターネットラジオステーション＜音泉＞プレミアムサポーター男湯         | 山野ホール                                  | 佐藤祐吾・古畑恵介のFirst Step!    |
| 10月11日         | REALIVE!～帝都神楽舞隊～1st Single リリースイベント                      | 池袋アニメト本店                            | ゲーム『REALIVE!～帝都神楽舞隊～』 |
| 10月19日         | バンダイナムコエンターテインメントフェスティバル                         | 東京ドーム                                  | ゲーム『アイドルマスター SideM』   |
| 2020             |                                                                          |                                             |                                    |
| 11月7日          | フォトブック特典イベント                                                 | 東京都内イベントスペース                    | -                                  |
| 2021             |                                                                          |                                             |                                    |
| 1月24日          | Tyファッションショー2021                                                 | バルスタジオ                                | -                                  |
| 3月14 - 15日     | THE IDOLM@STER SideM PRODUCER MEETING WELCOME TO PLEASURE 315 G＠RDEN!!! | 武蔵野の森総合スポーツプラザ メインアリーナ | ゲーム『アイドルマスター SideM』   |
| 3月28日          | 古畑恵介バースデーライブ2021『唄時雨-ウタシグレ-』                       | イープラスカフェ                            | -                                  |
| 11月6日 - 7日    | THE IDOLM@STER SideM 6thLIVE TOUR ～NEXT DESTIN@TION!～ Side KOBE        | 神戸ワールド記念ホール                      | ゲーム『アイドルマスター SideM』   |
| 11月14日         | ウォーターランフェスティバル                                             | NEW PIER HALL                               | -                                  |
| 2022             |                                                                          |                                             |                                    |
| 1月9日           | THE IDOLM@STER SideM 6thLIVE TOUR ～NEXT DESTIN@TION!～ Side TOKYO       | 国立代々木競技場・第一体育館                | ゲーム『アイドルマスター SideM』   |
| 3月12 - 13日     | THE IDOLM@STER SideM PRODUCER MEETING 315 BE@T OF PASSION FESTIVAL!!!    | 武蔵野の森総合スポーツプラザ                | ゲーム『アイドルマスター SideM』   |
| 5月4日           | SMILE LIVE 2022                                                          | ヒューリックホール東京                      | -                                  |
| 10月1 - 2日      | THE IDOLM@STER SideM 7th STAGE ～GROW&GLOW～                             | Aichi Sky Expo                              | ゲーム『アイドルマスター SideM』   |
| 10月29日         | 夜神灯-Yagami- Introduction 2                                            | 渋谷・ばぐちか                              |                                    |
| 2023             |                                                                          |                                             |                                    |
| 2月11 - 12日     | THE IDOLM@STER M@STERS OF IDOL WORLD!!!!! 2023                           | 東京ドーム                                  |                                    |
| 3月11 - 12日     | THE IDOLM@STER SideM PASSIONABLE READING SHOW -超常事変～対立スル正義～- | 武蔵野の森総合スポーツプラザ メインアリーナ | ゲーム『アイドルマスター SideM』   |

## 書籍
- 古畑恵介 短歌写真集「恵」（2019年、ソニー・ミュージックアーティスツ）
- 古畑恵介オフィシャルフォトブック「♮-natural-」（2020年、リジュエ）

### ユニットメンバー
1. 1 2 3 4 5 6 7 8 9 10 11 12 13 14  岡村直央（矢野奨吾）、橘志狼（古畑恵介）、姫野かのん（村瀬歩）
2. 1 2  天ヶ瀬冬馬（寺島拓篤）、御手洗翔太（松岡禎丞）、伊集院北斗（神原大地）、天道輝（仲村宗悟）、桜庭薫（内田雄馬）、柏木翼（八代拓）、都築圭（土岐隼一）、神楽麗（永野由祐）、鷹城恭二（梅原裕一郎）、ピエール（堀江瞬）、渡辺みのり（高塚智人）、伊瀬谷四季（野上翔）、秋山隼人（千葉翔也）、若里春名（白井悠介）、冬美旬（永塚拓馬）、榊夏来（渡辺紘）、蒼井享介（山谷祥生）、蒼井悠介（菊池勇成）、硲道夫（伊東健人）、舞田類（榎木淳弥）、山下次郎（中島ヨシキ）、清澄九郎（中田祐矢）、猫柳キリオ（山下大輝）、華村翔真（バレッタ裕）、握野英雄（熊谷健太郎）、木村龍（濱健人）、信玄誠司（増元拓也）、紅井朱雀（益山武明）、黒野玄武（深町寿成）、神谷幸広（狩野翔）、東雲荘一郎（天﨑滉平）、アスラン＝ベルゼビュートII世（古川慎）、卯月巻緒（児玉卓也）、水嶋咲（小林大紀）、大河タケル（寺島惇太）、円城寺道流（濱野大輝）、牙崎漣（小松昌平）、岡村直央（矢野奨吾）、橘志狼（古畑恵介）、姫野かのん（村瀬歩）、秋月涼（三瓶由布子）、兜大吾（浦尾岳大）、九十九一希（徳武竜也）、葛之葉雨彦（笠間淳）、北村想楽（汐谷文康）、古論クリス（駒田航）
3. 1 2  天ヶ瀬冬馬（寺島拓篤）、天道輝（仲村宗悟）、渡辺みのり（高塚智人）、木村龍（濱健人）、秋山隼人（千葉翔也）、伊瀬谷四季（野上翔）、紅井朱雀（益山武明）、アスラン＝ベルゼビュートII世（古川慎）、水嶋咲（小林大紀）、橘志狼（古畑恵介）、大河タケル（寺島惇太）、円城寺道流（濱野大輝）、牙崎漣（小松昌平）、兜大吾（浦尾岳大）
4. ↑  握野英雄（熊谷健太郎）、木村龍（濱健人）、信玄誠司（増元拓也）
5. 1 2  秋月涼（三瓶由布子）、兜大吾（浦尾岳大）、九十九一希（徳武竜也）
6. ↑  天道輝（仲村宗悟）、桜庭薫（内田雄馬）、柏木翼（八代拓）
7. ↑  天ヶ瀬冬馬（寺島拓篤）、御手洗翔太（松岡禎丞）、伊集院北斗（神原大地）
8. ↑  鷹城恭二（梅原裕一郎）、ピエール（堀江瞬）、渡辺みのり（高塚智人）
9. ↑  伊瀬谷四季（野上翔）、秋山隼人（千葉翔也）、若里春名（白井悠介）、冬美旬（永塚拓馬）、榊夏来（渡辺紘）
10. 1 2  神谷幸広（狩野翔）、東雲荘一郎（天﨑滉平）、アスラン＝ベルゼビュートII世（古川慎）、卯月巻緒（児玉卓也）、水嶋咲（小林大紀）
11. ↑  風見勇真（梶原岳人）、久能純（谷口博昭）、米倉鷹久（谷口淳志）、藤堂豪一郎（千葉瑞己）、白神透（會田海心）、赤音輝（小西成弥）、綾井雪松（遊馬晃祐）、貴船雅彦（小林竜之）、鯨屋練（大坪康亮）、サー・ユリエル・フィドルバード（沢城千春）、佐々木裕之助（古田一紀）、橘幸作（岡延明）、瀬乃崎宗（松岡一平）、東雲仁（宮崎遊）、高城貫（伊勢大貴）、椿坂龍馬（高橋健介）、双葉日向（汐谷文康）、双葉向夜（尾股未知也）、氷室零（伊藤昌弘）、津田新造（福西勝也）、皆川風汰（古畑恵介）、皆川修司（新井雄也）
12. ↑  蒼井享介（山谷祥生）、蒼井悠介（菊池勇成）
13. ↑  天ヶ瀬冬馬（寺島拓篤）、御手洗翔太（松岡禎丞）、伊集院北斗（神原大地）、天道輝（仲村宗悟）、桜庭薫（内田雄馬）、柏木翼（八代拓）、都築圭（土岐隼一）、神楽麗（永野由祐）、鷹城恭二（梅原裕一郎）、ピエール（堀江瞬）、渡辺みのり（高塚智人）、伊瀬谷四季（野上翔）、秋山隼人（千葉翔也）、若里春名（白井悠介）、冬美旬（永塚拓馬）、榊夏来（渡辺紘）、蒼井享介（山谷祥生）、蒼井悠介（菊池勇成）、硲道夫（伊東健人）、舞田類（榎木淳弥）、山下次郎（中島ヨシキ）、清澄九郎（中田祐矢）、猫柳キリオ（山下大輝）、華村翔真（バレッタ裕）、握野英雄（熊谷健太郎）、木村龍（濱健人）、信玄誠司（増元拓也）、紅井朱雀（益山武明）、黒野玄武（深町寿成）、神谷幸広（狩野翔）、東雲荘一郎（天﨑滉平）、アスラン＝ベルゼビュートII世（古川慎）、卯月巻緒（児玉卓也）、水嶋咲（小林大紀）、大河タケル（寺島惇太）、円城寺道流（濱野大輝）、牙崎漣（小松昌平）、岡村直央（矢野奨吾）、橘志狼（古畑恵介）、姫野かのん（村瀬歩）、秋月涼（三瓶由布子）、兜大吾（浦尾岳大）、九十九一希（比留間俊哉）、葛之葉雨彦（笠間淳）、北村想楽（汐谷文康）、古論クリス（駒田航）
14. 1 2 3 4  天ヶ瀬冬馬（寺島拓篤）、御手洗翔太（松岡禎丞）、伊集院北斗（神原大地）、天道輝（仲村宗悟）、桜庭薫（内田雄馬）、柏木翼（八代拓）、都築圭（土岐隼一）、神楽麗（永野由祐）、鷹城恭二（梅原裕一郎）、ピエール（堀江瞬）、渡辺みのり（高塚智人）、伊瀬谷四季（野上翔）、秋山隼人（千葉翔也）、若里春名（白井悠介）、冬美旬（永塚拓馬）、榊夏来（渡辺紘）、蒼井享介（山谷祥生）、蒼井悠介（菊池勇成）、硲道夫（伊東健人）、舞田類（榎木淳弥）、山下次郎（中島ヨシキ）、清澄九郎（中田祐矢）、猫柳キリオ（山下大輝）、華村翔真（バレッタ裕）、握野英雄（熊谷健太郎）、木村龍（濱健人）、信玄誠司（増元拓也）、紅井朱雀（益山武明）、黒野玄武（深町寿成）、神谷幸広（狩野翔）、東雲荘一郎（天﨑滉平）、アスラン＝ベルゼビュートII世（古川慎）、卯月巻緒（児玉卓也）、水嶋咲（小林大紀）、大河タケル（寺島惇太）、円城寺道流（濱野大輝）、牙崎漣（小松昌平）、岡村直央（矢野奨吾）、橘志狼（古畑恵介）、姫野かのん（村瀬歩）、秋月涼（三瓶由布子）、兜大吾（浦尾岳大）、九十九一希（比留間俊哉）、葛之葉雨彦（笠間淳）、北村想楽（汐谷文康）、古論クリス（駒田航）、天峰秀（伊瀬結陸）、花園百々人（宮﨑雅也）、眉見鋭心（大塚剛央）
15. 1 2 3  天ヶ瀬冬馬（寺島拓篤）、天道輝（仲村宗悟）、渡辺みのり（高塚智人）、木村龍（濱健人）、秋山隼人（千葉翔也）、伊瀬谷四季（野上翔）、紅井朱雀（益山武明）、アスラン＝ベルゼビュートII世（古川慎）、水嶋咲（小林大紀）、橘志狼（古畑恵介）、大河タケル（寺島惇太）、円城寺道流（濱野大輝）、牙崎漣（小松昌平）、兜大吾（浦尾岳大）、眉見鋭心（大塚剛央）